# Bíró Lucián
Bíró Lucián Géza (Zsitvaújfalu, 1898. április 4. – Komárom, 1990. május 15.) pápai és komáromi bencés gimnáziumi tanár, cserkészvezető, tankönyvíró, szerkesztő, katolikus egyházi író.

## Élete
Teológiát végzett és magyar–latin szakos tanári képesítést szerzett Pannonhalmán. 1922. június 29-én szentelték pappá, majd 1922–1939 között a komáromi, 1939–1944 között a pápai bencés gimnázium tanára, illetve igazgatója, 1945-ben annak bezárásáig a komáromi bencés gimnázium igazgatója. 1949-ig a komáromi rendház főnöke, 1944–1978 között a pannonhalmi főapát szlovákiai vikáriusa. 1946-tól lelkipásztor Komáromban. Ezek miatt hosszú politikai üldöztetést szenvedett. 1949-ben Észak-Szlovákiába, szlovák környezetbe helyezik át, ahonnan csupán 1960-ban térhet vissza a magyarlakta vidékekre: Balonyba, Medvére, Csiliznyáradra plébánosnak. 1968-as szerepvállalása (Zsinati Megújulás mozgalom) miatt zaklatják, majd 1970-ben kényszernyugdíjazzák. Ekkor visszatért Komáromba kisegítő lelkésznek.
A két világháború között a katolikus sajtó, a szlovákiai magyar cserkészet és a közélet egyik szervezője, a jogfosztottság idején illegálisan terjesztett magyar nyelvű imakönyvet és kalendáriumot jelentetett meg. Magyar helyesírási szótára, nyelvtankönyve a felvidéki magyar iskolák nélkülözhetetlen segédeszköze volt. 1933-ban szerkesztője a Liturgikus Lexikonnak, 1989-ben társszerzője a Verbényi–Arató-féle új liturgikus lexikonnak.
A komáromi Katolikus Akció egyházi főtitkára volt.

## Kitüntetései és emlékezete

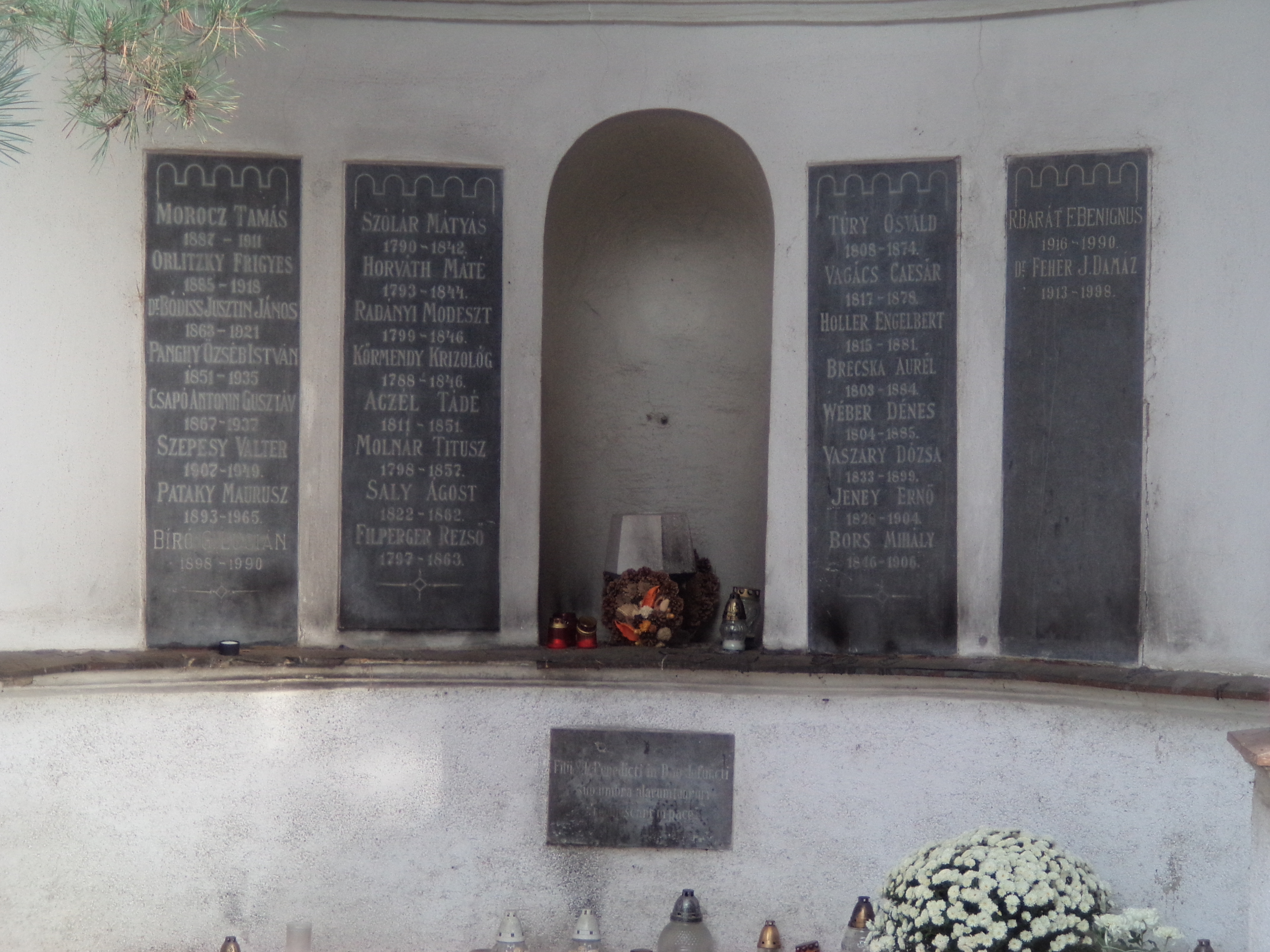
Bencések a komáromi katolikus temetőben

- 1989 Bethlen Gábor Alapítvány Márton Áron Emlékérme
- 1997 Bíró Lucián Alap, Komárom
- 2006 Bíró Lucián osztályterem, Selye János Gimnázium, Komárom[2]

## Művei
- 1924 Kis égi lant – énekek és imádságok, Komárno
- 1924 Magyar helyesírási szótár, Komárom
- 1924–1925 Magyar nyelvkönyv a szlovenszkói magyar tannyelvű középiskolák I-III. osztálya számára. Komárno
- 1936 Kincses-könyv, Galánta
- 1969 Miatyánk – ima- és énekeskönyv, Nagyszombat

Szerkesztette a Szűz Mária Új Virágos Kertje (1927–1939), a Komáromi Róm. Kath. Autonóm Egyházközség Értesítője és a Tábortűz (1928-1939) folyóiratot is.